# Rubén Guerrero (periodista)

Rubén Guerrero (Jerez, 16 de octubre de 1980) es un periodista deportivo autor de ‘Nosotras. Historias del olvidado deporte femenino’, el primer libro en España que analiza la situación de desigualdad del deporte femenino desde más de 20 deportes y contando con el testimonio de 34 deportistas. El libro cuenta con el epílogo de Paloma del Río.    
Premio Racimo por la Igualdad 2019 por la defensa del deporte femenino, Premio Apoyo al Deporte en la III Gala del Deporte Ciudad de Jerez. Galardonado con el Premio Almería para Todos en la categoría de Medios de Comunicación por su lucha contra el acoso escolar.     
Finalista de los V Premios Círculo Rojo y mención especial en el V Premio de Periodismo Positivo de la Asociación de Periodistas de Ávila por su trabajo ‘El vuelo de la igualdad’. También es autor de obras como 'Yo también fui al Nebrija', 'Érase una vez un colegio', 'Marcos Vida' o  'Ganador', la biografía de Esteban Vigo con prólogo de Tomás Guasch.    
Fundador y director del medio Más Leer, dedicado al mundo de los libros y la cultura, actualmente es redactor de lavozdelsur.es.     
Corresponsal en Jerez de MARCA ha trabajado en diferentes medios de comunicación a lo largo de sus más de 20 años de experiencia. Colaborador de Cadena COPE, ha sido corresponsal de El Periódico de Catalunya. También ha trabajado en Canal Sur, Publicaciones del Sur, Localia Televisión, Cadena SER y Cadena Dial. Uno de sus libros, 'Fútbol en libertad', es una denuncia contra el fútbol moderno. El relato cuenta la historia del nacimiento de un club de fútbol Xerez Deportivo Fútbol Club desde el corazón de la afición. 

## Obras
1. ↑  Rubén Guerrero. «Yo también fui al Nebrija». Consultado el 26 de enero de 2024.
2. ↑  «Érase una vez un colegio». Consultado el 26 de enero de 2024.